# Pseudopostega zelopa
Pseudopostega zelopa là một loài bướm đêm thuộc họ Opostegidae. Nó được Edward Meyrick miêu tả năm 1905. Nó được tìm thấy ở Pundalu-oya, Sri Lanka.